# Hans Lenz
Pour les articles homonymes, voir Lenz.
Hans Lenz, né le 12 juillet 1907 à Trossingen et décédé le 28 août 1968 à Rottweil, est un homme politique libéral allemand.
Il est membre du Parti démocrate allemand (DDP) sous la République de Weimar, puis du Parti libéral-démocrate (FDP) après la Seconde Guerre mondiale. Élu au Bundestag en 1953, il est nommé ministre fédéral du Patrimoine de la Fédération en 1961, après la reformation d'une coalition noire-jaune par Konrad Adenauer, mais démissionne un an plus tard à cause de l'affaire du Spiegel. Il obtient le poste de ministre fédéral de la Recherche après le retour du FDP au gouvernement, mais l'abandonne à la fin du mandat de l'exécutif, en 1965. Il se retire de la vie politique en 1967.

## Biographie
Après avoir passé son Abitur en 1926, il suit ses études supérieures de philologie nouvelle et de philosophie à Tübingen, puis Berlin, Londres, Paris, et enfin à Reykjavik. En 1932, il achève ses études en obtenant son premier diplôme philologique d'État, après quoi il effectue une formation de libraire et s'installe en 1936 comme directeur d'une maison d'édition à Breslau.
Il quitte cette ville au profit de Vienne, en 1942, pour y occuper le même emploi, mais il est enrôlé dans la Wehrmacht en 1943 et est finalement fait prisonnier de guerre. En 1947, il devient directeur adjoint de l'institut universitaire d'État pour l'éducation musicale, à Trossingen, jusqu'en 1950. Un an plus tard, il est choisi comme directeur administratif de la fondation Hohner.
Il occupe également, de 1965 à sa mort, la présidence du conseil d'administration de la fondation allemande pour la vie musicale.

## Vie politique

### Activité militante
Membre de la Fédération des étudiants libéraux, organisation étudiante du Parti démocrate allemand (DDP), sous la République de Weimar, il rejoint en 1948 le Parti populaire démocrate (FDP/DVP), dont il est élu vice-président trois ans plus tard. En 1960, il est désigné vice-président fédéral du Parti libéral-démocrate (FDP) pour quatre ans. Un an après la fin de ce mandat, il prend la présidence du conseil d'administration de la fondation Friedrich-Naumann et la garde jusqu'à son décès.

### Parcours institutionnel
Il est élu membre du conseil municipal de Trossingen en 1953, et devient quatre ans plus tard député fédéral du Bade-Wurtemberg au Bundestag, où il occupe l'une des vice-présidences du groupe FDP jusqu'en 1961. Le 14 novembre de cette même année, Hans Lenz est nommé ministre fédéral du Patrimoine de la Fédération dans la nouvelle coalition noire-jaune de Konrad Adenauer. Il est alors le premier, et le seul, libéral à occuper ce poste, mais démissionne le 19 novembre 1962, en même temps que les autres ministres du FDP, dans le cadre de l'affaire du Spiegel.
Son parti décide toutefois de faire son retour au gouvernement et il devient, le 13 décembre suivant, ministre fédéral de la Recherche scientifique. Maintenu dans ses fonctions lorsque Ludwig Erhard remplace Adenauer en 1963, il quitte le cabinet à la fin de son mandat, en 1965, et démissionne du Bundestag en 1967, invoquant des problèmes de santé.